# Sarina Jenzerová
Sarina Jenzerová (* 28. květen 1991 Huttwil) je švýcarská juniorská reprezentantka v orientačním běhu. Mezi její největší úspěchy patří bronzová medaile z middlu na juniorském mistrovství světa 2010 v dánském Aalborgu. V současnosti běhá za švýcarský klub OLG Huttwil a finský Turun Suunnistajat za který startuje ve Skandinávii.

## Sportovní kariéra
| Přehled úspěchů na Mistrovství světa juniorů | Přehled úspěchů na Mistrovství světa juniorů | Přehled úspěchů na Mistrovství světa juniorů | Přehled úspěchů na Mistrovství světa juniorů | Přehled úspěchů na Mistrovství světa juniorů |
| Mistrovství světa juniorů                    | Sprint                                       | Middle                                       | Long                                         | Štafety                                      |
| -------------------------------------------- | -------------------------------------------- | -------------------------------------------- | -------------------------------------------- | -------------------------------------------- |
| San Martino 2009                             | 6. místo                                     | 23. místo                                    | 50. místo                                    | X                                            |
| Aalborg 2010                                 | 11. místo                                    | 3. místo                                     | 19. místo                                    | 11. místo                                    |